# Femtocell

Femtocel·es: amplada típica d'uns 10m

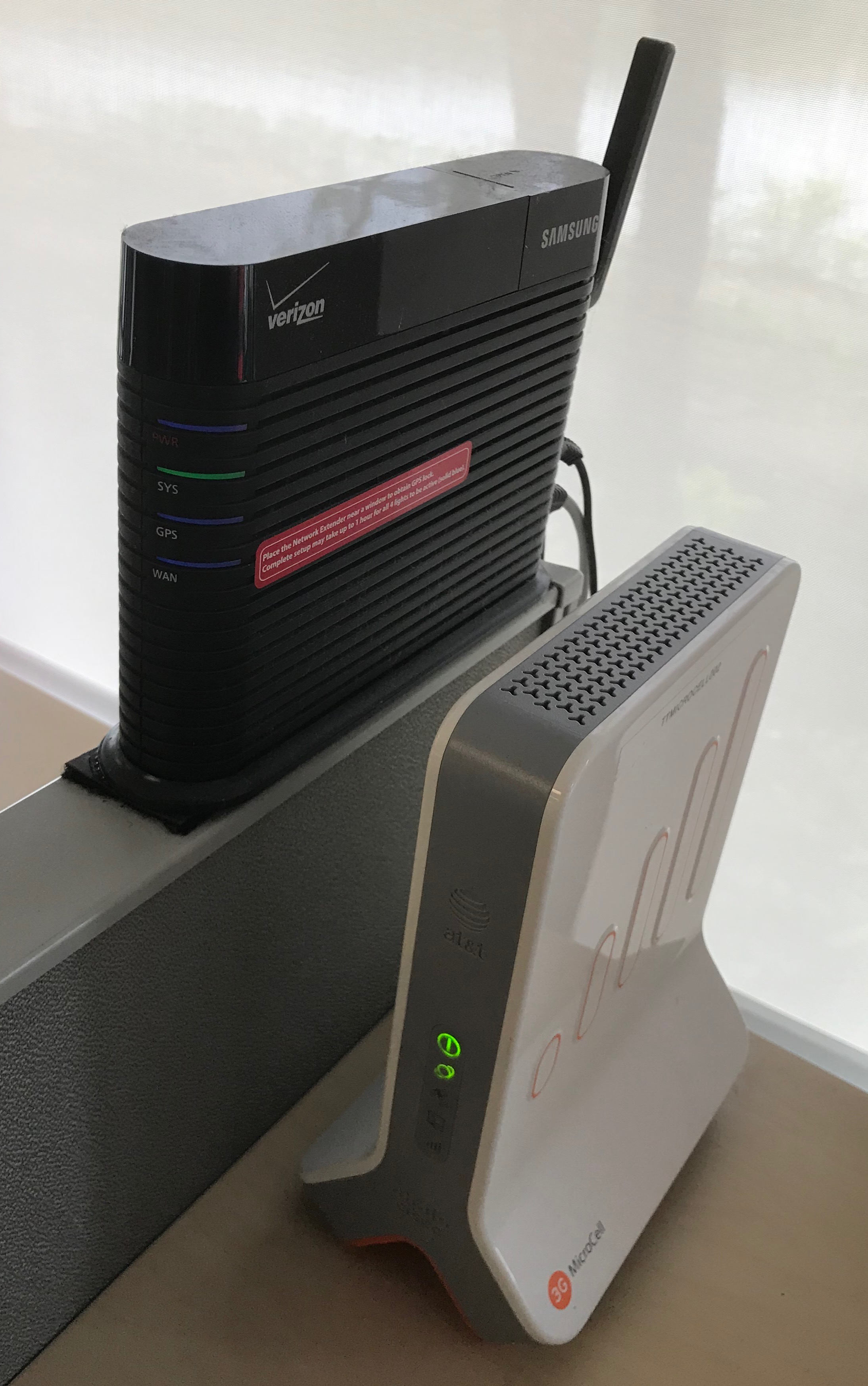

En telecomunicacions, una femtocel·la és una estació base petita en grandària i potència, dissenyada per a l'ús en llars o negocis. Normalment, que es connecta a la xarxa del proveïdor de servei a través d'una connexió de banda ampla cablejada, típicament DSL o fibra òptica .
Una femtocel·la permet als operadors de servei estendre la seva cobertura en interiors, i a part d'aixó permet que s'alliberin canals de comunicació de les estacions base properes a ella.
La femtocel·la incorpora la funcionalitat d'una típica estació base, però l'amplia per permetre un desplegament més senzill i autònom. Una femtocel·la UMTS conté un Node B (l'estació base pròpiament dita juntament amb un enllaç troncal, normalment ADSL. Encara que molta atenció se centra en UMTS, el concepte és aplicable a tots els estàndards, inclosos GSM, CDMA2000, TD-SCDMA WiMAX i Wi -Fi.
Des del punt de vista del client, una femtocel·la ofereix millores en la cobertura del servei mòbil i una millora en la qualitat de les trucades, a un cost d'utilització de la infraestructura d'accés de banda ampla del client. Des del punt de vista de l'operador, femtocel·la permet l'alliberament de recursos de xarxa i la consegüent millora en la qualitat de servei percebuda pel client, el que repercuteix en una disminució de la taxa de cancel·lació de clients 
Al redirigir els serveis mòbils a través d'una xarxa fixa de banda ampla, les femtocel·les es converteixen en una alternativa per a la implementació de convergència fix-mòbil. La majoria de sistemes convergents fix-mòbil requereixen un terminal dual que treballa en bandes no llicenciades amb punts d'accés normalment ja existents. Les femtocel·les, per contra, no necessiten un terminal dual, però requereixen un nou punt d'accés que treballi en un espectre sota llicència.

## Desplegament

Versió simplificada d'un node tradicional B i d'un node domèstic B (femtocel·la 3G) en arquitectura 3G

Segons l'empresa d'estudis de mercat "Informa" i el Femto Fòrum, a desembre de 2010, 18 operadors han llançat serveis comercials de femtocel·les, amb un total de 30 compromesos amb el desplegament.
A finals de 2011, els enviaments de femtocel·les havien arribat a uns 2 milions d'unitats implantades cada any, i s'espera que el mercat creixi ràpidament amb diferents segments de consumidors, empreses, i els desplegaments de femtocel·les carrier-grade S'estima que les instal·lacions de femtocel·les van arribar a gairebé 2.000.000 a finals de 2010. La signatura d'investigació Berg Insight estima que els enviaments creixeran fins a 12 milions d'unitats a tot el món en 2014

## Abast de les cel·les de telefonia mòbil
Típicament, el rang d'una macrocel·la de telefonia mòbil té una abast de fins a 20 quilòmetres, el d'una microcel·la és inferior als dos quilòmetres, el d'una picocel·la és d'uns 200 metres o menys i el d'una femtocel·la de l'ordre dels 10 metres. Cal remarcar que tot i que AT&T anomena "MicroCell" un producte seu amb abast d'uns 40 peus (12 m), utilitza "AT&T 3G MicroCell" com una marca comercial i no necessàriament perquè empri la tecnologia "microcell".